# Diva Destruction
Pour les articles homonymes, voir Diva.
Diva Destruction est un groupe américain d'inspiration gothique et dark wave, originaire de Los Angeles, en Californie. Il est formé en 1998 par la chanteuse et compositrice Debra Fogarty.

## Histoire
Debra Fogarty, compositrice et claviériste de formation musicale classique influencée par les courants gothique, industriel et darkwave, développe d'abord son projet en solo. Le premier album, Passion's Price, autoproduit, est enregistré en 1999 avec une seconde chanteuse, Severina Sol, pour une sortie en 2000. Les chansons, à la mélodie « attrayante et sombre » y abordent les thèmes de la douleur et de la souffrance liées à la passion. Le premier single, The Broken Ones, connaît le succès sur la scène underground aux USA et en Europe. Après le départ de Severina, le groupe est formé de Benn Ra à la guitare, Jimmy Cleveland à la batterie et Sharon au synthé.
L'album Exposing the Sickness sort en 2002, toujours dans la mouvance darkwave avec un accent rock gothique plus marqué qu'auparavant ; entre 2001 et 2003, le groupe effectue des tournées en Europe, se produisant notamment au Wave-Gotik-Treffen.
Run Cold, sorti en 2006, est enregistré par Debra, Jimmy et d'autres musiciens. L'album montre clairement une inspiration du post-punk britannique des années 1980, et certains morceaux sont évocateurs de Siouxsie and the Banshees, Section 25 ou Visage.
Le groupe est produit d'abord par le label allemand Alice In... (en) puis par Metropolis Records. Un des titres de la bande-son du film Gypsy 83 (en) est une reprise par Diva Destruction de Talk to Me (en) de la chanteuse Stevie Nicks,.
En novembre 2023, la chanteuse annonce la sortie d'un nouveau morceau Break Free, prévue pour début décembre, ainsi qu'un retour sur scène le 13 avril 2024 au Catch One à Los Angeles. Break Free sort sur différentes plates-formes en ligne le 4 décembre. Début 2024 est aussi annoncé un concert à Leipzig le 19 mai, au Wave-Gotik-Treffen sur le site de l’agra.

## Tournées européennes
Non-exhaustives :
- Wave-Gotik-Treffen 2002, Leipzig, 17-20 mai 2002
- XIII. Wave-Gotik-Treffen, 28-31 mai 2004[11]
- Herbstnächte IV, Burg Rabenstein, Rabenstein/Fläming, 27 septembre 2004[12]

## Membres

### Membres actuels
- Debra Fogarty - chant, programmation
- Jimmy Cleveland - batterie
- Danielectics - guitare (aussi bassiste de 45 Grave (en))

### Anciens membres
- Benn Ra - guitare, programmation
- Anthem - batterie
- Severina Sol - voix
- Jimmy Cleveland - batterie
- Sharon - synthétiseur

## Discographie

### Singles
- The Broken Ones, Live show in LA, 18 août 2023.
- Enslaved, Live show in LA, 20 août 2023.
- Break Free, 4 décembre 2023.

### Apparitions sur des compilations
- The Unquiet Grave 2000, 2000, The Broken Ones
- Dark Treasures: A Gothic Tribute To The Cocteau Twins, 2000, Persephone
- Der Seelen Tiefengrund 3 · Music for Candlelight & Redwine, 2000, Hate You To Love You
- Gothic Compilation Part XIV, 2001, The Broken Ones
- Unquiet Grave III: Unearthing the Ground, 2001, Enslaved
- Anyone Can Play Radiohead: A Tribute to Radiohead, 2001, Climbing Up The Walls
- Extreme Traumfänger 1, 2001, In Dreaming
- Zillo Romantic Sounds 3, 2001, Lover's Chamber
- :Per:Version: Vol.2, 2001, Cruelty Games
- Dark Awakening Vol. 2, 2002, The Broken Ones
- Orkus Compilation IV, 2003, Tempter
- Sonic Seducer Cold Hands Seduction Vol. 24, 2003, Valley of the Scars
- ZilloScope: New Signs & Sounds 03/03, 2003, Tempter
- Zillo Mystic Sounds 12, 2003, When Trees Woud Dance
- Orkus Compilation 23, 2006, Rewriting History
- New Signs & Sounds 10/06, 2006, Rewriting History
- Gothic Compilation Part XXXIV, 2006, Rewriting History
- Sonic Seducer Cold Hands Seduction Vol. 63, 2006, Rewriting History
- Clubtrax Vol.2, 2006, Rewriting History